# Minden Hills (Ontario)
Minden Hills to gmina (ang. township) w Kanadzie, w prowincji Ontario, w hrabstwie Haliburton.
Powierzchnia Minden Hills to 847,85 km². Według danych spisu powszechnego z roku 2001 Minden Hills liczy 5312 mieszkańców (6,27 os./km²).